# Мормопс
Мормопс (Mormoops) — рід комахоїдних кажанів Нового Світу родини Mormoopidae. Етимологія: з давньогрецької μορμώ- — щось жахливе, страшило; -ὄψις — має зовнішній вигляд, -подібний.

## Морфологічні особливості

### Морфометрія
Голова і тулуб довжиною 50-73 мм, довжина хвоста 18-31 мм, а довжина передпліччя 45-61 мм, вага 12-18 гр. Зубна формула: 2/2, 1/1, 2/3, 3/3 = 34.

### Зовнішність
Забарвлення Mormoops megalophylla є червонувато-коричневим або інших відтінків коричневого. У блідій фазі Mormoops blainvillii світло-коричневий зверху й жовтувато-коричневий нижче, тоді як в темній фазі верх темно-коричневий і низ вохрово-коричневий. 

## Середовище проживання
М. megalophylla займає різноманітні місця проживання від пустельних чагарників до тропічних лісів, і лаштує сідала в печерах, шахтах, тунелях, і, рідше, будівлях. Цей вид проживає на висотах від рівня моря до 2000 метрів. 

## Поведінка
Ці кажани починають полювати на комах пізніше увечері, ніж більшість кажанів. Вони, здається, стають менш активними в зимовий час, але не впадають у сплячку. М. megalophylla полює трохи вище землі. Він шукає комах над землею і водою. Утворює великі колонії.